# Nancsangi metró
A Nancsangi metró, hivatalos nevén a Nanchang Rail Transit (egyszerűsített kínai írással: 南昌轨道交通, hagyományos kínai írással: 南昌軌道交通, pinjin: Nánchāng dìtiě) Kínában található Nancsang városban és vonzáskörzetében. A metróhálózat hossza 2024 áprilisában 128,3 km, a metróvonalak száma 4 és az állomások száma 103 volt. Éves utasforgalma 174 940 000 fő (2019). Az első vonal 2015. december 26-án nyílt meg.

## Forgalom
Az utasforgalom az elmúlt években az alábbi módon változott:
| 2017 | 109 800 000 |
| 2019 | 174 940 000 |